# Cornball Express
Cornball Express ist eine Hybrid-Holzachterbahn des Herstellers Custom Coasters International im Freizeitpark Indiana Beach in Monticello, Indiana. Sie wurde am 18. Mai 2001 eröffnet und hatte die Seriennummer 48.
Die 640,1 m lange Strecke erreicht eine Höhe von 16,8 m und besitzt eine 15 m hohe erste Abfahrt. Die Höchstgeschwindigkeit beträgt 72,4 km/h. Für das Stützfachwerk der Holzachterbahn wurde Stahl verwendet, nur die Schienenkonstruktion ist aus Holz gefertigt.

## Zug
Cornball Express besitzt einen Zug des Herstellers Philadelphia Toboggan Coasters mit sechs Wagen. In jedem Wagen können vier Personen (zwei Reihen à zwei Personen) Platz nehmen. Als Rückhaltesystem kommen Sicherheitsgurte und einfach einrastende Schoßbügel zum Einsatz.